# Săcel
Săcel es una comuna ubicada en el distrito de Harghita, Rumania.

## Superficie
Cuenta con una superficie de 72,96 kilómetros cuadrados.

## Demografía
Hasta 2021 la población era de 1140 habitantes, con una densidad de población de 15,63 habitantes por kilómetro cuadrado.